# Суомар
Суомар (на латински: Suomarius; на немски: Suomar) е крал на алеманите през 4 век.

## Управление
Римският историк Амиан Марцелин пише, че след победоносна битка против римския генерал Барбацион през 357 г. при Рауракум (днес Кайзераугст), алеманските крале Суомар, Хортар, Ур, Урсицин и Вестралп под ръководството на Кнодомар и Агенарих събират войските си и започват през есента 357 г. битката при Аргенторатум. След загубената битка Суомар моли римския командир Север (magister equitum) за живота си и земя, което му се дава при условие, че ще дава войници и храни.
През 358 г. цезар (под-император) Юлиан (който 361 г. става римски император) сключва със Суомар мирен договор. От Валентиниан I, наследника на Юлиан като римски император, договорът обаче през 364 г. не е удължен.